# Мыс Шмидта (аэропорт)

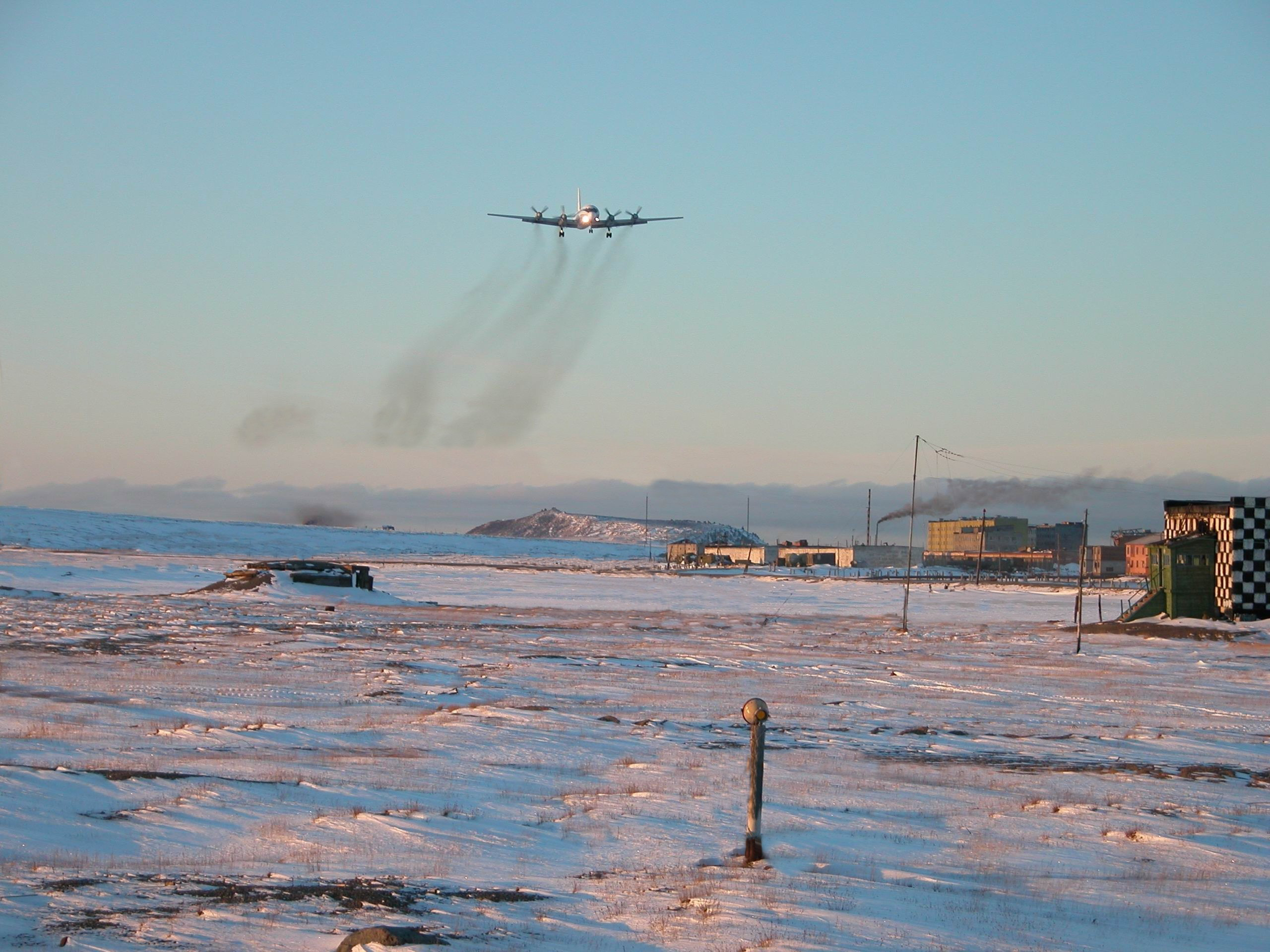
Взлёт Ил-18 с аэродрома Мыс Шмидта

Аэропорт Мыс Шмидта находится в 3 км к юго-востоку от посёлка Мыс Шмидта, Иультинский район (бывший до 2008 г. Шмидтовский район), Чукотский автономный округ.

## История
Бывший военный аэродром, войсковая часть 45177, ВПП с искусственным покрытием построена в 1954 году.
В советский период использовался как аэродром подскока для стратегической авиации в составе Оперативной группы в Арктике ВВС СССР.
Длина ВПП 2500 м, ширина 60 метров, покрытие армированное железобетонное.
Планировалось увеличить длину ВПП до 3000 м, было сделано гравийное покрытие, но с уходом военных всё обветшало.
Воздушное сообщение с Певеком, Анадырем и Эгвекинотом осуществляется с помощью вертолётов.
В 2014 году было объявлено о планах по восстановлению военной инфраструктуры аэродрома Мыса Шмидта. В октябре 2014 года на мысе Шмидта заступили на учебно-боевое дежурство по охране воздушных границ РФ подразделения Восточного военного округа. В ноябре того же года в эксплуатацию был введён модульный жилой блок для военнослужащих.
Военный городок и восстанавливаемая инфраструктура будут использоваться созданным 1 декабря 2014 года Объединённым стратегическим командованием «Север».
К 2018 году запланирована реконструкция ВПП, её длина будет увеличена до 3000 м.

## Маршрутная сеть
До начала 1990-х гг. осуществлялись регулярные рейсы: бортами Ан-24 по маршруту Шмидт—Певек—Кепервеем—Сеймчан—Магадан, а также укороченный вариант до Певека (в разное время Ил-14, Ан-24, Ан-28); Ан-24 до Анадыря; Ан-2 до посёлков Полярный и Ленинградский; Ми-8 до села Ушаковское.
В разное время бортами Ил-18 и Як-40 осуществлялся беспересадочный авиарейс до Москвы с промежуточными посадками.

## Аварии
- 6 июля 1989 года через 4 минуты после взлёта с аэродрома Мыс Шмидта произошёл отказ двигателей борта ледовой разведки Ил-14; вследствие вынужденной посадки на водную поверхность лагуны самолёт получил серьёзные повреждения. Члены экипажа отделались лёгкими телесными повреждениями.
- 1 февраля 1995 года при заходе на посадку из-за ошибки пилотирования произошло грубое приземление самолёта Ан-28 за 15 метров до торца ВПП. После удара самолёт отделился от земли и вторично приземлился на удалении 20 метров от начала ВПП. Самолёт остановился на расстоянии 225 метров от торца ВПП. В результате самолет получил серьезные повреждения. Погибших не было[8].